# Нанодротинний акумулятор
Нанодротинний акумулятор — вид літій-іонного акумулятора, винайдений групою під керівництвом д-ра Йі Кю в Стенфордському університеті в 2007 р. Винахід полягає в заміні традиційного графітового анода акумулятора на анод з нержавіючої сталі, покритий кремнієвими нанодротинами. Кремній, здатний утримувати в 10 разів більше літію ніж графіт, дозволяє створювати значно більшу густину енергії на аноді, знижуючи таким чином масу акумулятора. У майбутньому збільшення площі поверхні анода дозволить прискорити процес зарядки і розрядки.

## Конструкція
Спочатку провели дослідження традиційних кремнієвих анодів, але вони були відкинуті у зв'язку з тенденцією кремнію розтріскуватися і збільшуватися в об'ємі. Такий анод стає непрацездатним, бо в процесі роботи тріщини заповнюються літієм. Нанодротини вільні від цього недоліку. За словами доктора Кю, акумулятори досягали десятиразової густини заряду при першій зарядці і потім стабілізувалися на рівні восьмикратної густини при наступних зарядках. Оскільки це досягається тільки за рахунок удосконалення анода, необхідно буде провести еквівалентну зміну катода, щоб отримати максимальне підвищення густини енергії зберігання.
Як очікується, комерціалізація винаходу продовжитися до 2012 року. За цей час вартість зберігання ват-години енергії стане такою ж або навіть меншою в порівнянні зі звичайними літій-іонними акумуляторами. Наступна важлива віха — тестування життєвого циклу — повинна бути скоро завершена, група розраховує домогтися не менше тисячі циклів на акумулятор.